# Gigthis

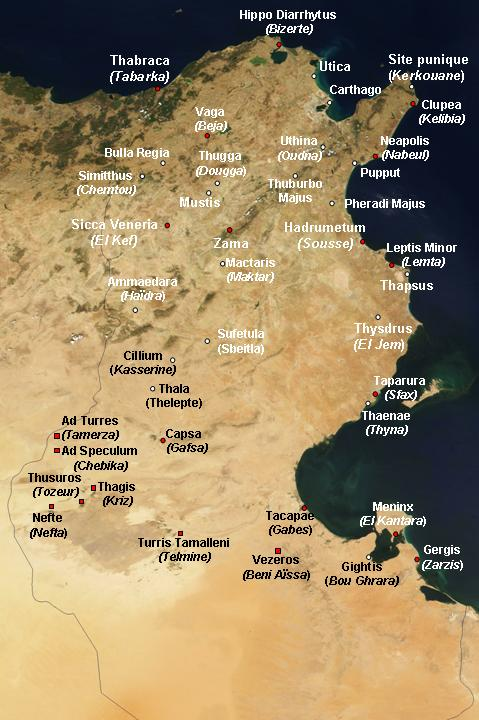
Yacimiento de Gightis al sur de la Tunicia antigua

Gigthis (جكتيس) es un yacimiento arqueológico situado al sur de Túnez, al sur de la gobernación de Medenine.

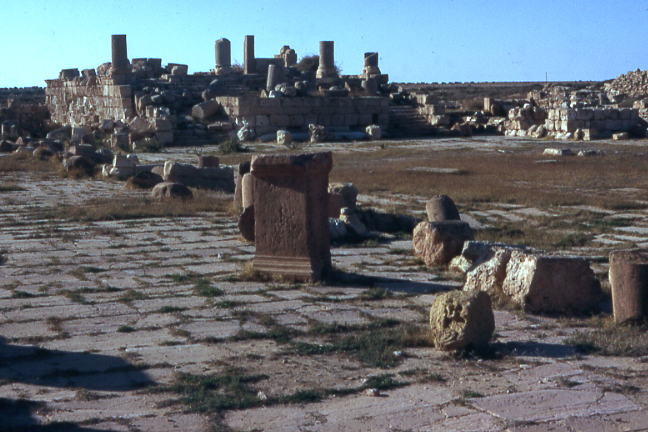
Vista de las ruinas de Gigthis

El yacimiento se encuentra al fondo del golfo de Boughrara, frente a la isla de Djerba, en la antigua ruta que unía Cartago y Leptis Magna.
De origen púnico, la ciudad de Gigthis formó parte, en el siglo VI a. C. de los territorios sometidos por Cartago. En el siglo I, Gightis era una villa con un tejido urbano bastante elaborado. Sin embargo, no fue hasta el siglo II que se convirtió en municipio bajo el mandato del emperador Antonino Pío. Desde entonces, no cesó de crecer para convertirse, gracias al auge económico, una de las ciudades más bellas y más prósperas del golfo de Boughrara y un centro alrededor del cual gravitan las ciudades ribereñas.
En medio de Gigthis se encuentra el foro romano. A su alrededor se encuentran edificios religiosos y oficiales, siendo el más importante el capitolio romano. A las afueras de la ciudad se encuentran los vestigios de una serie de casas burguesas y algunas guardan rastros de bellos pasillos pavimentados con mosaicos monocromos y policromos.